# 6414 Mizunuma
6414 Mizunuma este un asteroid din centura principală de asteroizi.

## Descriere
6414 Mizunuma este un asteroid din centura principală de asteroizi. A fost descoperit pe 24 octombrie 1993 la Oizumi de Takao Kobayashi. El prezintă o orbită caracterizată de o semiaxă mare de 2,14 ua, o excentricitate de 0,07 și o înclinație de 1,8° în raport cu ecliptica.